# Famille Bougrain-Dubourg
 (juillet 2025).
La famille Bougrain-Dubourg est une famille établie en Mayenne et qui fera fortune dans l'industrie textile et la banque. 

## Histoire
Parmi ses membres connus, on connait Gabriel Bougrain, Patrice Bougrain-Dubourg, et son fils Allain Bougrain-Dubourg. Les blasons de la famille Bougrain sont d'or à la hure de sable allumée de gueules et ceux de la famille Bougrain-Dubourg sont d'azur au chevron d’argent accompagné de 3 gerbes de blé d’or.
Elle vient de la région de Couesmes en Mayenne. 
On trouve Pierre Bougrain dont un testament daté de 1508 porte la signature, et Michel Bougrain, probablement son frère. Michel a plusieurs enfants dont  un fils, du nom de Jehan, né vers 1500, et qui fonde la chapelle aux Bougrains en l’église de Couesmes, le 22 août 1530 avec ses frères Pierre et Michel.

## Généalogie simplifiée
- Jehan Bougrain, sieur de la Coquerie (1525-). Il épouse en 1550 à Couesmes, Michelle Cousin, fille de Pierre, seigneur de La Butte, demeurant à Vaucé vers 1520
  - Jehan Bougrain
  - Michel Bougrain, sieur de la Coquerie, tabellion à Couesmes. Il épouse vers 1580 à Couesmes vers 1580 Renée Drouet, fille de Julien, sieur de La Brosse et de Guillemine Couppel de La Marchandais[2]
    - Robert Bougrain, sieur de la Coquerie, notaire royal à Couesmes et à Lesbois. Il épouse le 27 juillet 1610 à Couesmes Michelle Naudet, fille de Pierre Naudet, bourgeois d'Ambrières, et de Marguerite Hameau, et par là tante du ministre Louis Berryer.
      - Marie Bougrain (7 mai 1611, Couesmes - 3 juin 1681, Couesmes). Elle épouse le 25 février 1631 à Couesmes, Jehan Cochon, seigneur de Gastines, de la paroisse de Vaucé[3].
      - Pierre Bougrain (13 février 1616, Couesmes - 2 juin 1680, Couesmes), sieur de la Coquerie, bourgeois de Couesmes et Gorron, il épouse à Couesmes Julienne Forest Sébilais.
        - Jean-Baptiste Bougrain de la Coquerie, prêtre, principal du collège de la Baconnière
        - Nicolas Bougrain de la Coquerie, mort en 1705, pas d'alliance connue
        - Anne Bougrain, mariée en 1682 à François le Genissel, seigneur de Moussardière
        - Françoise Bougrain, mariée à Guillaume Bourdé, seigneur de Gastines
        - Pierre Bougrain de la Coquerie, marchand de fil à Couesmes, marié en 1681 à Renée du Tertre et en secondes noces à Julienne Borré. Sa postérité est éteinte en 1885 à Laval.
          - Françoise, née à Couesmes le 25 juin 1684
          - Catherine, née à Couesmes le 5 novembre 1686

      - Marin, né le 3 janvier 1618, religieux à l'abbaye de Fontaine-Daniel
      - Jean Bougrain (2 avril 1620, Couesmes - 9 septembre 1685, Couesmes), sieur de la Coquerie, il épouse Marie Fleury de la Drouardière, fille de Jacques, intendant des Froullay de Tessé, et d’Anne de Reverdy de Vauvert. 
        - René Bougrain, seigneur de la Coquerie où il résidait, et du Meslier par le mariage qu’il fait le 4 février 1687 avec Suzanne, fille de Guillaume Carré, seigneur du Meslier, audiencier à Mayenne, et de Renée Guyard.
          - Renée Bougrain, baptisée à Couesmes le 18 janvier 1688. Elle épouse le 2 mai 1724 à Couesmes Henry Couppé, sieur du Chesnay.
          - Jacques Bougrain (1er décembre 1691, Couesmes - 20 janvier 1723, Couesmes), seigneur de la Coquerie et du Meslier, sans alliance connue.
          - Jeanne Bougrain (vers 1653). Elle épouse le 28 janvier 1726 à Couesmes René Moreau, de la Morlière.
          - Catherine Bougrain (2 mai 1695, Couesmes). Elle se marie à Couesmes le 16 mai 1724 à Guillaume Le Crosnier, sieur de Malouhin, fils de Michel et Renée Bertron
            - Catherine Charlotte Le Crosnier (20 mai 1726)
            - Renée  Le Crosnier (21 septembre 1727)
            - Catherine Le Crosnier  (6 décembre 1728)
            - Renée Le Crosnier  (22 mai 1732)
            - Marie Michelle Le Crosnier  (1er mai 1737)
            - Guillaume  Le Crosnier (9 avril 1741).

        - Jean Bougrain, (1654, Couesmes - 28 juillet 1700, Couesmes), sieur de La Passonnais. Il épouse, le 27 novembre 1681, à Couesmes, Catherine Landry, fille de  Jacques Landry, notaire, sieur de la Vausserie et de Guillemine Forêt
          - Jean Bougrain (16 octobre 1682, Couesmes - ), sieur de La Reinière et de La Passonnais, marchand. Il épouse le 2 août 1714 à Couesmes, à Julienne, fille de Julien Piednoir, seigneur de Valaudin.
            - Jean Bougrain (4 février 1716, Couesmes - )
            - François Bougrain (2 janvier 1718, Couesmes - ). Il épouse le 13 février 1744 à Couesmes à Michelle Carré.
            - Jeanne Bougrain (14 mars 1723, Couesmes - ).
            - Marie Bougrain (10 décembre 1724, Couesmes - ).
            - Julienne Charlotte Bougrain (26 juin 1727, Couesmes - ).
            - Madeleine Bougrain (22 mai 1729, Couesmes - ).
            - Michel Bougrain (24 décembre 1731, Couesmes
            - Françoise Bougrain (15 juin 1733, Couesmes - ).

          - Jacques Bougrain (15 avril 1685, Couesmes - 8 décembre 1708[4], Couesmes), sous diacre.
          - René Bougrain (12 novembre 1687, Couesmes -).
          - François Bougrain (11 janvier 1691, Couesmes-), notaire royal à Couesmes. Il épouse, le 15 février 1722, à Couesmes[5] Jeanne Orierre, fille de Michel, sieur de Bures, et de Jeanne Germont, veuve de René-Guy Corbeau, sieur de la Coulonge, dont elle avait eu une fille, Marie-Françoise, qui épouse en 1738  Charles Couppel de Saint Front, écuyer, seigneur de Rouellé[6]
            - François Michel Bougrain, (22 novembre 1722, Couesmes - ).
            - Jean Bougrain (4 décembre 1723, Couesmes - ), sieur de Bure, avocat et notaire royal. Il épouse Jeanne Hossard des Brosses, de Landivy
              - Jean Michel Bougrain de Bures (21 janvier 1751, Couesmes -), notaire royal lorsqu'éclate la Révolution française. Il épouse Marie-Charlotte Guesdon de La Baillée
                - Renée Marie Jeanne Bougrain (30 mars 1781, Couesmes)
                - Jean-Charles Bougrain de Bures (24 octobre 1785, Le Pas, 4 mai 1853, Angers), conseiller à la Cour Royale, puis président de chambre à Angers. Il laisse sa fortune aux familles Griffatton et Gougis.

              - François Bougrain de Bure, (22 août 1752, Couesmes - 28 avril 1805, Couesmes), abbé. Il est déporté en Angleterre à la Révolution française, car il a refusé comme vicaire de Saint-Berthevin-la-Tannière, le serment à la République. Il revient ensuite à Couesmes.
              - Joseph François Bougrain (15 mai 1756, Couesmes -6 août 1759, Couesmes)
              - Augustin Pierre Bougrain, (9 février 1760, Couesmes)
              - Pierre Joseph Bougrain, (9 février 1760, Couesmes)
              - Jeanne Michelle Bougrain, (26 mars 1764, Couesmes - 22 juin 1764, Couesmes)

            - Françoise Bougrain, dite Mademoiselle de la Milesse, (11 août 1726, Couesmes-), religieuse bénédictine à Lassay-les-Châteaux
            - Michel Bougrain, (9 octobre 1727, Couesmes - 19 février 1780, Vaucé), sieur du Bourg. Il portait le nom Bougrain-Dubourg et était propriétaire au village des Ruettes. Il épouse en premières noces, le 15 octobre 1759 Françoise Bignon, fille de Jean et de Jeanne Girard, de Brécé. Il épouse en secondes noces, le 3 février 1766, à Vaucé, Scholastique Quentin, fille de Nicolas Louis, sieur de la Martinière et de La Cave, notaire royal à Lépinay, et de Françoise Pétron de Villeneuve. 
              - Jeanne Françoise Bougrain (30 septembre 1760 à Couesmes)
              - Scholastique Françoise Bougrain (29 juillet 1767, Couesmes)
              - Françoise Jeanne Bougrain (26 janvier 1769 à, Couesmes, ). Elle épouse le 19 octobre 1787 Jean Corbeau, sieur de La Gasnerais, fils de Michel et d’Anne Deraine Gauffrie.
              - Victoire Marie Anne Peviane Bougrain(17 février 1771, Couesmes)
              - Michel François Pierre Bougrain (10 mai 1774, Couesmes). Il est mort sans alliance.
              - Augustin Bougrain-Dubourg[7] (5 juillet 1777, Vaucé - 30 août 1849, Gorron), marchand de fils et fabricant à Gorron. Il épouse le 20 Fructidor an X à Gorron, Françoise Gesbert, née à Châtillon-sur-Colmont, le 12 mars 1781, fille de Pierre Gesbert, propriétaire à Châtillon-sur-Colmont, marchand de fil à Vaucé et de Mathurnne Mottin.
                - Auguste Pierre Bougrain-Dubourg (20 vendémiaire an XIII, Gorron - 17 brumaire an XIII, Gorron)
                - Françoise Julienne Perrine Bougrain-Dubourg (7 mars 1806, Gorron -)
                - Jeanne Marie Bougrain-Dubourg (14 juillet 1808, Gorron -)
                - Augustin Pierre Bougrain-Dubourg (24 novembre 1810, Gorron - 24 mai 1875, Gorron), marchand de fils et fabricant à Gorron
                  - Auguste Arsène Bougrain-Dubourg (27 mai 1843, Gorron - 29 juillet 1923, Laval)
                    - Renée Bougrain-Dubourg, épouse de Henri Garçon
                    - Gabriel Bougrain-Dubourg
                      - Maurice Bougrain-Dubourg
                        - Allain Bougrain-Dubourg

                  - Alfred Bougrain-Dubourg (9 janvier 1845, Gorron - 28 janvier 1929, La Rochelle). Il effectue toute sa carrière à la Banque de France : à Laval, Rochefort puis La Rochelle où il finit comme directeur de cette banque. Il est l'époux de Louise Abel de Pujol[8]. Pas de postérité.

                - Arsène Bougrain-Dubourg (15 juin 1813, Gorron - 25 juillet 1874, Paris), prêtre, ancien vicaire à la cathédrale de Laval, ancien aumônier de l'asile Sainte-Anne de Paris et curé de la Salpetrière à Paris.
                - Pascal Bougrain-Dubourg (16 avril 1816, Gorron - 7 juin 1882, Gorron). Il épouse Hyacinthe Guerrier.

              - Jean Bougrain-Dubourg (5 juillet 1777, Vaucé)
              - Joseph-Jean  Bougrain-Dubourg (25 avril 1779).

            - François René, (30 janvier 1729, Couesmes)
            - François, (11 juillet 1730, Couesmes), mort jeune
            - Jeanne Bougrain de l’Orrière, (15 juillet 1732, Couesmes). Elle épouse le 25 janvier 1763 Jacques Piel
            - Jeanne Bougrain. Elle est l'épouse de M. Hossard de Bures.
            - Anne Bougrain, morte jeune.
            - René-François Bougrain, mort jeune.

          - Michel Bougrain (1er avril 1694, Couesmes-), sieur du Bourg, prêtre, curé de Couesmes de 1721 à 1742.
          - Catherine Bougrain (18 janvier 1697, Couesmes-). Elle épouse Guillaume Le Crosnier.
            - François Le Crosnier (21 février 1730, Couesmes-).
            - René Le Crosnier (1er avril 1731, Couesmes-).
            - Renée Le Crosnier (22 mai 1732, Couesmes-).

          - Marie Bougrain (24 mars 1700, Couesmes-). Elle épouse  le 30 juillet 1730 à Couesmes René Pottier.

        - Anne Bougrain, épouse à Couesmes le 12 novembre 1671, Jean Juas, fils de Michel, sieur du Val et de La Chausserie, et de Julienne Le Brun
        - Jeanne Bougrain, mariée le 28 avril 1678 à Michel Juas, sieur de la Chausserie, frère de Jean

      - Anne Bougrain, mariée à René Laigle, seigneur des Biars, le 24 septembre 1682 à Couesmes

    - Guillaume Bougrain, prêtre. Il a célébré sa première messe, à l’église de Couesmes, le 4 octobre 1615.
    - Jehan Bougrain, prêtre, curé de Couesmes. Il testa en 1641.
    - Pierre Bougrain, prêtre[9]
    - Renée Bougrain, mariée à Guillaume Dérault, seigneur de La Déraudais
    - Michel Bougrain, seigneur de La Coquerie. Bourgeois de Gorron, marchand de fil, mort et inhumé en l’église de  Couesmes le 7 juin 1627. Il épouse Jeanne Fourmy 
      - Guillaume Bougrain (Guillot, né à Couesmes en octobre 1614)
      - Julien Bougrain
      - Pierre Bougrain (né à Couesmes en août 1619)
      - Anne Bougrain (née à Couesmes en avril 1622)
      - Suzanne Bougrain, épouse de Jean Cousin, seigneur de La Cruchère.

  - Guillaume Bougrain